# Suizy-le-Franc
Suizy-le-Franc  là một xã thuộc tỉnh Marne trong vùng Grand Est đông nam nước Pháp. Xã này nằm ở khu vực có độ cao trung bình 191 mét trên mực nước biển.